# Gonçalo Álvares
Gonçalo Álvares foi um navegador português. Participou activamente na fase áurea dos descobrimentos, a partir da segunda viagem de Diogo Cão, tendo inclusive comandado a nau São Gabriel na épica viagem de Vasco da Gama às Índias em 1497. Ostentou até sua morte em 1524 o cargo de "piloto mor da navegação da Índia e mar oceano", logo transmitido a João de Lisboa.
Em sua homenagem foi batizada a Ilha de Gonçalo Álvares que descobriu em 1505, mais tarde redenominada Gough Island pelos ingleses, que dela tomaram posse no século XIX.